# Bombardino (bevanda)
Il bombardino è una bevanda a base di panna, zabaione caldo, brandy e caffè (la ricetta varia a seconda delle zone). Ha origini lombarde: nasce a Livigno, in provincia di Sondrio, alla baita del Mottolino nel 1972
, ma è ormai diffuso in molte località sciistiche di tutta Italia, del Ticino e della Francia alpina.

## Descrizione
È venduto nelle baite e sulle piste da sci. Il suo nome deriva infatti dalla vampata di calore che ne seguirebbe l'ingerimento, reazione dovuta sia alla temperatura della bevanda che alla gradazione alcolica (circa 30°).
Esistono tre varianti sempre a base di zabaione caldo:
- Calimero (zabaione e caffè espresso),
- Pirata (zabaione e rum),
- Scozzese (zabaione e whisky).

## Origine
La leggenda narra che un giovane gestore genovese si inventò questa bevanda per riscaldare i suoi ospiti. All'epoca era stato fatto con latte, whisky e zabaione e il primo che lo assaggiò, esclamò: "Wow, è una bombarda!". Da lì prende il nome di bombardino.
In seguito un lavorante diffuse la ricetta alle baite concorrenti, finché il bombardino non diventò bevanda servita comunemente in altre mescite del paese ed in seguito pressoché in tutte le località sciistiche.